# Hermann Gottlob von Greiffenegg
Hermann Gottlob Xaver von Greiffenegg-Wolffurt (* 17. April 1773; † 19. Januar 1847 in Freiburg im Breisgau) war der Sohn Hermann von Greiffeneggs. Er diente dem Haus Habsburg als Diplomat und Offizier.

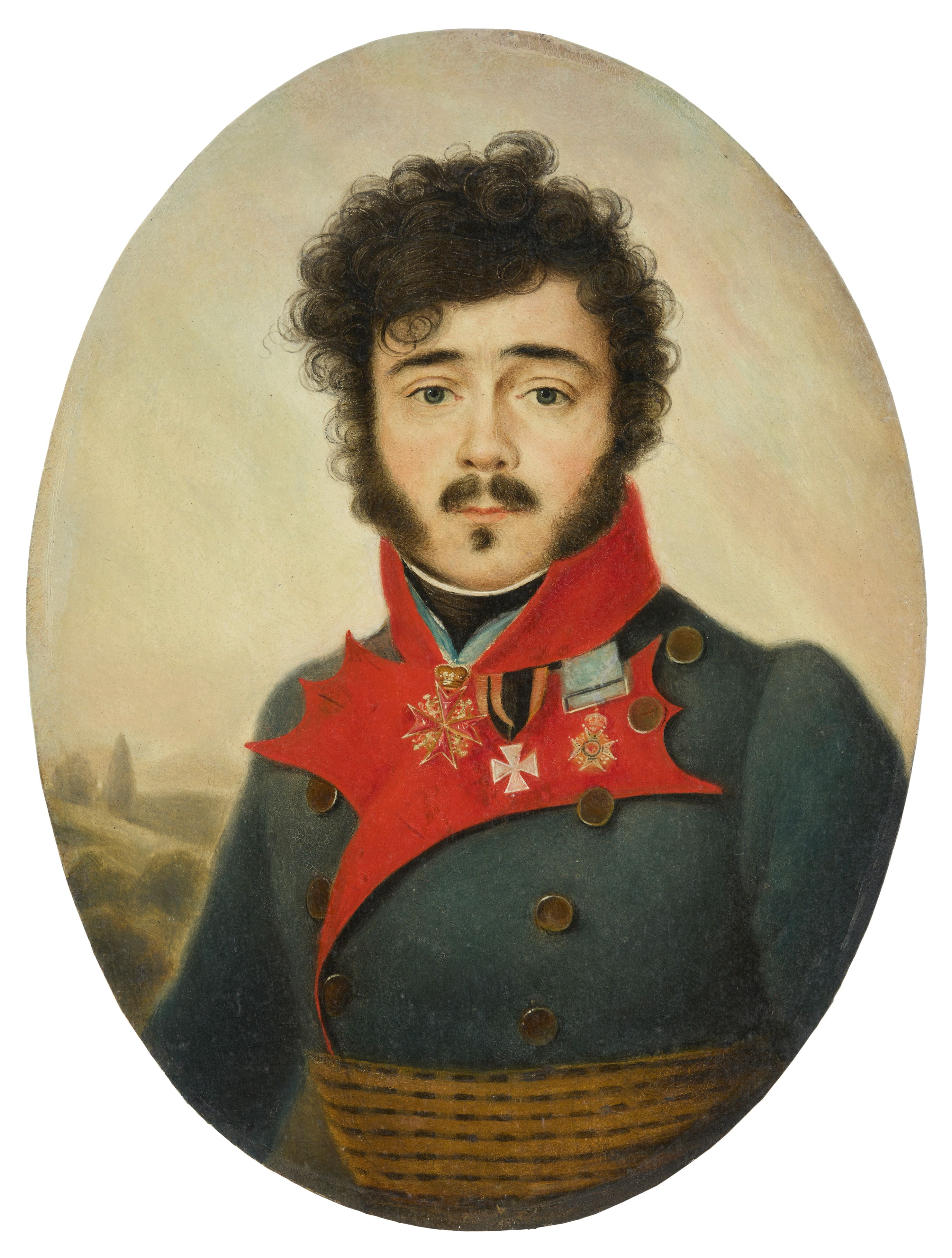
Hermann Gottlob von Greiffenegg-Wolffurt, 1822 (Augustinermuseum Freiburg)

## Leben

### Herkunft
Hermann Gottlob hatte von seinem Vater ein ausgeprägtes Pflichtbewusstsein und die Liebe zum Hause Österreich übernommen. Wie schon sein Großvater und Vater studierte er ebenfalls Rechtswissenschaften an der Albertina in Freiburg und trat in den diplomatischen Dienst ein. Anfänglich arbeitete er als Assistent seines Vaters, der 1793 als Geschäftsträger an die habsburgische Gesandtschaft in Basel berufen wurde.

### Österreich oder Baden
Als die habsburgische Gesandtschaft in der Schweiz 1800 während des Zweiten Koalitionskrieges gegen Frankreich zeitweise schloss, wurde er als Major Kommandant des 4. Bataillons der vorderösterreichischen Landwehr in Freiburg. 1803 heiratete er eine Freiburger Bürgerstochter und wurde als Legationssekretär an die nun kaiserlich österreichische Gesandtschaft nach Bern versetzt, wo er bis 1809 im Dienst war. 1805 besetzten französische Truppen den Breisgau und Baden übernahm die Herrschaft über Breisgau und Ortenau. Greiffenegg begab sich zu dieser Zeit mit Aufträgen seines Vaters nach Memmingen und Ulm zu Erzherzog Ferdinand Karl von Österreich-Este. 1807 war er auf Urlaub in Freiburg, als sein Vater starb. Er erbte das Greiffeneggschlössle auf dem Schlossberg und wohnte dort, wenn er nicht im Dienste des Hauses Österreich unterwegs war. In dieser Zeit war er Mitglied der Freiburger Freimaurerloge Zur edlen Aussicht, wo er einige Jahre als Meister vom Stuhl fungierte.
Nach dem Ausbruch des Krieges zwischen Frankreich und Österreich 1809 forderte das erst 1806 geschaffene junge Großherzogtum Baden als Mitglied des Rheinbunds alle Landeskinder bei Strafe der Ächtung auf, die Dienste Österreichs aufzugeben. In dieser Zeit war er in Freiburg zur Regelung seines Nachlasses. Der kaisertreue Greiffenegg ignorierte den Aufruf zum Verlassen der österreichischen Dienste. Er ließ sein Hab und Gut im Stich und stellte auf eigene Faust ein Freikorps aus im Krieg versprengten österreichischen Soldaten zusammen, das in Partisanenart im Rücken des französischen Generals Beaumont operierte. Das Unternehmen war ein völliger Fehlschlag, Greiffenegg wurde dabei schwer verwundet. Geächtet, verwundet und verfolgt gelang ihm unter Mithilfe seiner Waldshuter Verwandtschaft die Flucht in die Schweiz. Seine Freiburger Freunde erwirkten eine Amnestie des französischen Kommandanten gegen sein Ehrenwort, sich an diesem Feldzug nicht mehr zu beteiligen. An den Folgen der Verwundung litt er sein ganzes Leben, auch wurde er zukünftig als Abtrünniger von der badischen Staatsbürokratie argwöhnisch beobachtet.

### Geschäftsträger bei der badischen Regierung in Karlsruhe
Von 1810 bis 1816 wirkte Greiffenegg bis 1813 als Sekretär und dann als Geschäftsträger der österreichischen Gesandtschaft bei der badischen Regierung in Karlsruhe unter dem Gesandten Anton Apponyi. In dieser unruhigen Zeit wurde Greiffenegg auch mit besonders pikanten Aufträgen versehen. So spionierte er im Frühjahr 1813 im Auftrag von Apponyi als französischer Zivilingenieur getarnt die seit 1809 wieder hergestellte und verstärkte Festung Kehl aus. Im August 1813 wurde er damit beauftragt, der badischen Regierung die Eröffnung der Feindseligkeiten zwischen Österreich und dem Rheinbund zu übermitteln. Mitte November 1813 beschloss der badische Staatsrat den Bündniswechsel und war somit plötzlich wieder Verbündeter Österreichs. Als unbedingter Gegner Napoleons war er der badischen Regierung in diesen wechselhaften, von Spionage, Misstrauen und Unsicherheiten geprägten Jahren in seiner Kaisertreue sichtlich lästig, gelegentlich brachte er durch undiplomatisches Verhalten seinen Dienstherren Metternich auch in Verlegenheit. Dadurch wurde Greiffenegg seinem Außenminister unbequem.

### Geschäftsträger in Kassel und Hannover
1816 wurde er von Karlsruhe als Geschäftsträger an weniger bedeutende Höfe versetzt, zunächst nach Hessen-Kassel und dann ins Königreich Hannover. In Hannover freundete er sich mit dem Maler Johann Heinrich Ramberg an.

### Auf Außenposten des Hauses Österreich
In dem rauen Klima Hannovers verstärkten sich Greiffeneggs durch Kriegsverletzungen bedingte Leiden. Seine Bitten um Versetzung in eine wärmere Gegend führten ihn auf wenig attraktive Posten des Habsburgischen Reiches auf die Festung Osoppo, nach Ferrara und Zengg. Man ließ ihn spüren, dass er in seiner eigenmächtigen Art der österreichischen Diplomatie lästig ist, und so bat er schließlich um seine frühzeitige Pensionierung. In dieser Zeit wurde ihm der Christusorden verliehen. Der Schauspieler Carl Ludwig Costenoble, der im September 1817 in Hannover Greiffeneggs Bekanntschaft machte, beschrieb ihn in seinem Tagebuch folgendermaßen:

„Außer einigen Mitgliedern der Bühne fand ich auch den oesterreichischen Chargee d'affairs, einen Obersten, Herrn von Greiffeneck. Dieser Mann nahm noch an allen Freuden des Lebens Theil, obwohl sie ihm durch körperliche Beschwerden sehr vergällt wurden. Er hatte nämlich viel Schlachten mitgemacht, und hatte fast in jeder einige tödtliche Blessuren davon getragen; daher war sein ganzer Kopf, wie zusammengeflickt, und jedes bevorstehende Unwetter kündigte sich ihm an mit großen Schmerzen und Unbehagen. Man konnte diesen Kriegshelden nicht ansehen, ohne die tiefste Ehrfurcht zu empfinden, wenn er, aus Hang zur Geselligkeit mitten unter Körperqualen, seine Seele fröhlich mit den Fröhlichen seyn ließ.“

### Als Pensionär zurück in Freiburg

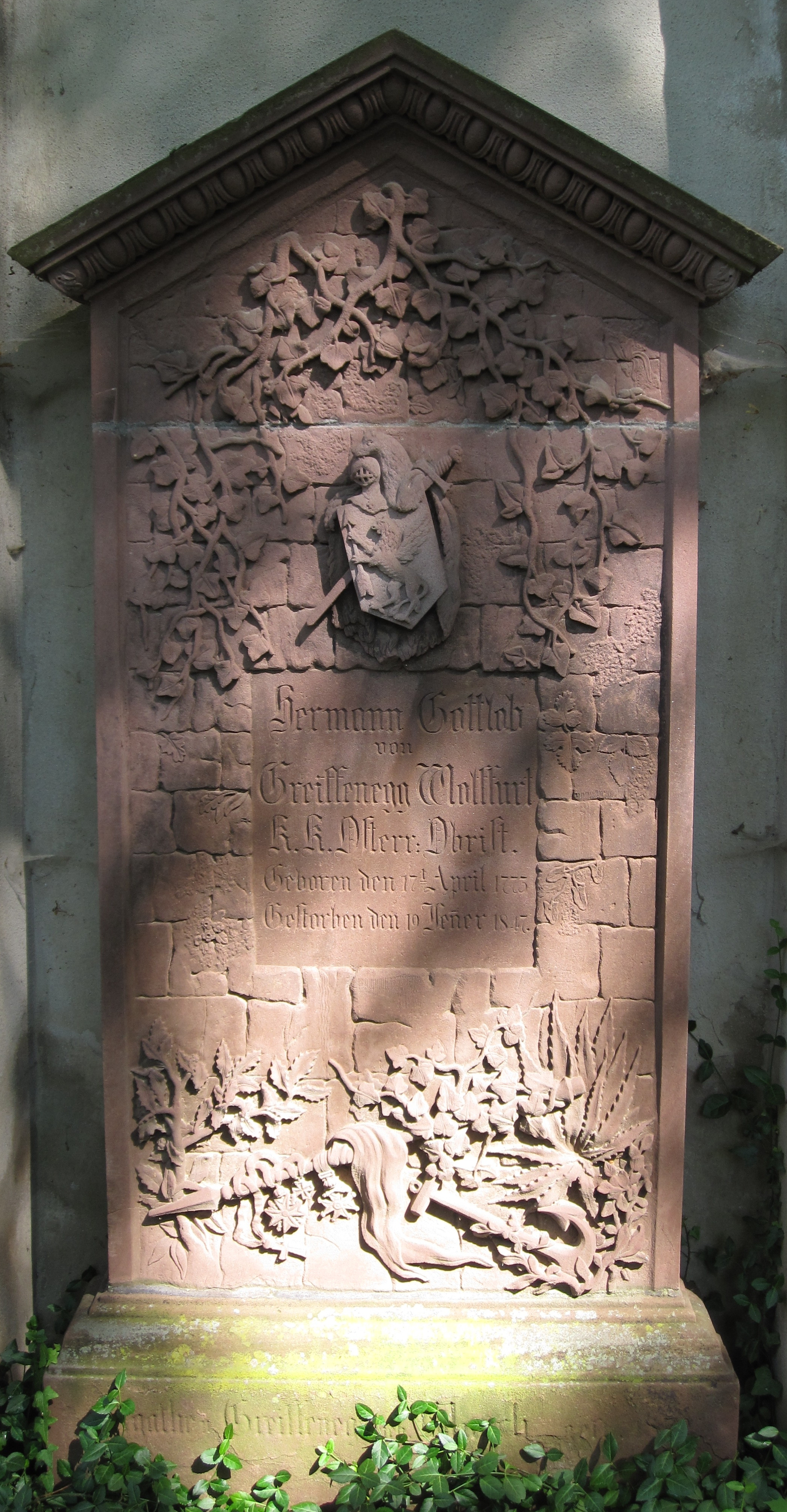
Grabstein auf dem Alten Friedhof in Freiburg

Nachdem der nun 58-Jährige nach Freiburg zurückgezogen war, heiratete er 1833 die Freiburger Sattlerstochter Agathe Mauch (1794–1872, genannt Adele). Dort schrieb er, an einem nicht näher beschriebenen Nervenfieber leidend, das er sich 1809 zugezogen hatte, im Hinblick auf die früher besonders engen Beziehungen Badens zu Napoleon:

„Narben als Folgen von Teutschland vor der Epoche 1813 geleisteten Diensten und Opfern gelten nichts, weil sie bei gewissen Leuten unangenehme Reminiszenzen des eigenen Betragens erregen. Dienste nach 1813 gegen Napoleonidische Anhängsel jeglicher Farbe sind auch keine Anempfehlung bei Menschen.“

Und das nach seiner Ansicht undankbare Haus Habsburg klagte er an:

„Aus dieser Welt so zusammengeknotet, daß jeder Gegner [oder  [Gauner]) den Biederen beraubt, hat dieser Mann nichts, ja gar nichts gerettet, als seine Ehr und sein alterndes Haupt.“

1840 verkaufte er das Schlössle an die Ehefrau des Bierbrauers Schaich und zog in eine Stadtwohnung zur Miete. Hermann Gottlob von Greiffenegg starb 1847. Sein Grabstein befindet sich auf dem Alten Friedhof in Freiburg.

### Auszeichnungen
Der Kaiser verlieh ihm für seine Verdienste das exklusive Zivil-Ehrenkreuz 1813/14, der Kurfürst von Hessen den Pour la vertu militaire. Das neugegründete Königreich Hannover zeichnete ihn mit dem Guelphen-Orden aus, der Heilige Stuhl mit dem Christusorden. Seine Auszeichnungen sind unten auf seinem Grabstein abgebildet. Wie schon sein Vater war auch er Ehrenbürger Freiburgs.

### Nachlass
Aus Greiffeneggs Nachlass kam über den Freiburger Rechtsanwalt und Kunstsammler Ludwig Riegel (1834–1897) ein größeres Konvolut von Werken seines Freundes Johann Heinrich Ramberg in das Augustinermuseum in Freiburg. Riegel konnte ihn nach dem Tod von Josefa Lang (1800–1876, genannt Josephine), der Stiefschwester von Greiffeneggs zweiter Frau, aus deren Hinterlassenschaften wenigstens teilweise erwerben. Der schriftliche Nachlass konnte nicht mehr gerettet werden und wurde laut Riegel zum Anfeuern der Öfen im Spital benutzt.

### Titel und Name
Greiffenegg war bemüht, seinen adligen Stand zu betonen, möglicherweise wegen seiner beiden mit einer bürgerlichen Frau geschlossenen Ehen. Daher fügte er seinem Namen die Bezeichnung Wolffurt hinzu, nach dem Schloss Wolfurt in Vorarlberg, das seinem Großvater Joseph Xaver Tröndlin von Greiffenegg (1705–1765) gerade mal von 1750 bis 1752 gehört hatte.